# 貝野村
貝野村（かいのむら）は、かつて新潟県中魚沼郡にあった村。

## 沿革
- 1889年（明治22年）4月1日 - 町村制施行に伴い中魚沼郡貝野村が村制施行し、貝野村が発足。
- 1956年（昭和31年）9月30日 - 村域を二分割し、中魚沼郡中里村、水沢村に編入され消滅。